# Honaine (distrito)
Honaine é um distrito localizado na província de Tremecém, no noroeste da Argélia. Em 2008, sua população era de 12 341 habitantes.